# Don’t Worry ’Bout It
Don't Worry 'Bout It — сингл американского рэпера 50 Cent. Сингл записан при участии артиста Yo Gotti. Сингл был выпущен 18 марта 2014 года, с его альбома Animal Ambition.

## Список композиций
Цифровая дистрибуция
- «Don't Worry 'Bout It»

## Видеоклип
18 марта, 2014 года был выпущен видеоклип на сингл "Don't Worry 'Bout It", без участия Yo Gotti.

## Позиции в чартах
| Чарт (2014)                              | Пик позиция |
| ---------------------------------------- | ----------- |
| Australian Urban Singles Chart (ARIA)    | 32          |
| UK Singles (The Official Charts Company) | 165         |
| Великобритания (OCC UK Hip Hop/R&B)      | 30          |
| Hot R&B/Hip-Hop Songs (Billboard)        | 47          |